# Долни Калнік
Долни Калнік (словац. Dolný Kalník) — село, громада округу Мартін, Жилінський край, регіон Турєц. Кадастрова площа громади — 1,33 км².
Населення 265 осіб (станом на 31 грудня 2018 року).

## Історія
Долни Калнік згадується 1355 року.

## Населення
| Рік:            | 1994. | 2004.   | 2014.     | 2024.     |
| --------------- | ----- | ------- | --------- | --------- |
| Кількість осіб: | 46    | 42      | 179       | 367       |
| Різниця:        |       | -8,69 % | +326,19 % | +105,02 % |

| Рік:            | 2023. | 2024.   |
| --------------- | ----- | ------- |
| Кількість осіб: | 366   | 367     |
| Різниця:        |       | +0,27 % |